# Luigi Traglia
 Luigi Traglia (né le 3 avril 1895 à Rome, capitale de l'Italie, et mort le 22 novembre 1977 à Rome) est un cardinal italien de l'Église catholique du XXe siècle, créé par le pape Jean XXIII.

## Biographie
Traglia étudie à Rome. Après son ordination il est professeur à l'Athenée pontifical "de Propaganda Fide" et il exerce des fonctions au sein de la Curie romaine, notamment comma auditeur à la Rote romaine. En 1937 Traglia est élu archevêque titulaire de Césarée-en-Palestine et est nommé vice-gérant de Rome, poste qu'il occupe jusqu'à 1960.
Le pape Jean XXIII le crée cardinal lors du consistoire du 28 mars 1960. Il est nommé  pro-vicaire de Rome et son district en 1960. Traglia assiste au Concile Vatican II (1962-1965) et participe au conclave de 1963 (élection de  Paul VI).  De 1968 à 1973 il est chancelier de la Sainte Église à ce titre il prend le titre de cardinal-prêtre de S. Lorenzo in Damaso. En 1972 il est nommé vice-doyen et en 1974, doyen du Collège des cardinaux. Il est le dernier à avoir exercé la fonction de chancelier de la Sainte Église.

## Succession apostolique
Luigi Traglia a ordonné les évêques suivants :
- Archevêque Carlo Maccari (it) (1961)
- Évêque Filippo Pocci (de) (1961)
- Cardinal Giovanni Canestri (1961)
- Archevêque Vittore Ugo Righi (it) (1961)
- Archevêque Michele Federici (it) (1962)
- Évêque Renato Spallanzani (de) (1964)
- Archevêque Luigi Rovigatti (it) (1966)
- Évêque Plinio Pascoli (de) (1966)
- Évêque Giuseppe Lanave (it) (1969)